# Trajekt Bonn–Oberkassel
| Streckenlänge: | 5,9 km    |                                          |                                          |
| Trajektlänge: | 550 m     |                                          |                                          |
| Trajektbetrieb: | 1870–1914 |                                          |                                          |
| \| \| \| Linke Rheinstrecke von Köln \| \| \| \| 0,0 \| Bonn \| Bonn \| \| \| \| Linke Rheinstrecke nach Koblenz, Mainz \| \| \| \| 3,5 \| Bf. Bonn-Trajekt \| Bf. Bonn-Trajekt \| \| \| 3,9 \| linkes Rheinufer \| linkes Rheinufer \| \| \| \| Trajekt Länge 550 m \| \| \| \| 4,5 \| rechtes Rheinufer \| rechtes Rheinufer \| \| \| \| Rechte Rheinstrecke von Troisdorf \| \| \| \| 5,9 \| Bonn-Oberkassel \| Bonn-Oberkassel \| \| \| \| Rechte Rheinstrecke nach Niederlahnstein \| \| |           |                                          |                                          |
| Strecke |           | Linke Rheinstrecke von Köln              | Linke Rheinstrecke von Köln              |
| Bahnhof | 0,0       | Bonn                                     | Bonn                                     |
| Abzweig ehemals geradeaus und nach rechts |           | Linke Rheinstrecke nach Koblenz, Mainz   | Linke Rheinstrecke nach Koblenz, Mainz   |
| Dienststation / Betriebs- oder Güterbahnhof (Strecke außer Betrieb) | 3,5       | Bf. Bonn-Trajekt                         | Bf. Bonn-Trajekt                         |
| Strecke (außer Betrieb) | 3,9       | linkes Rheinufer                         | linkes Rheinufer                         |
| Eisenbahnfähre (Strecke außer Betrieb) |           | Trajekt Länge 550 m                      | Trajekt Länge 550 m                      |
| Strecke (außer Betrieb) | 4,5       | rechtes Rheinufer                        | rechtes Rheinufer                        |
| Abzweig ehemals geradeaus und von links |           | Rechte Rheinstrecke von Troisdorf        | Rechte Rheinstrecke von Troisdorf        |
| Bahnhof | 5,9       | Bonn-Oberkassel                          | Bonn-Oberkassel                          |
| Strecke |           | Rechte Rheinstrecke nach Niederlahnstein | Rechte Rheinstrecke nach Niederlahnstein |

Mit dem Trajekt Bonn–Oberkassel, einer Eisenbahnfähre, verband die Rheinische Eisenbahngesellschaft von 1870 bis 1914 ihre rechts- und linksrheinischen Bahnstrecken.

## Bau der Bahnstrecken
Nach Übernahme der Bonn-Cölner Eisenbahn am 1. Januar 1857 baute die Rheinische Eisenbahn die Bahnstrecke auf der linken Rheinseite abschnittweise bis nach Bingerbrück. Mit der Eröffnung des letzten Teilabschnitts am 15. Dezember 1859 erhielt sie über die Hessische Ludwigsbahn Anschluss nach Süddeutschland. Auf Grund einer Konzessionsauflage erbaute sie bis 1864 die Pfaffendorfer Rheinbrücke unterhalb der Festung Ehrenbreitstein und die Lahnbrücke von Oberlahnstein nach Niederlahnstein mit Anschluss an die Nassauische Staatsbahn. Dadurch entstand am 3. Juni 1864 eine weitere Bahnverbindung nach Süddeutschland auf der rechten Rheinseite.
Unter leichtem staatlichen Druck beantragte die Rheinische Eisenbahn dann 1866 eine Weiterführung der rechtsrheinischen Strecke von Niederlahnstein über Oberkassel nach Troisdorf. Mit der am 24. Dezember 1866 erteilten Konzession erhielt die Bahngesellschaft allerdings die staatliche Auflage, die neue Bahnstrecke mit der linksrheinischen Strecke bei Bonn mittels eines Trajektes zu verbinden.

## Bau des Trajektes
Mit dem Bau des Trajektes wurde sofort begonnen. Es diente vorweg dem Materialtransport zum Bau der neuen rechtsrheinischen Strecke. Diese wurde 1869 bis Neuwied und am 27. Oktober 1869 bis Oberkassel zusammen mit dem Trajekt eröffnet.

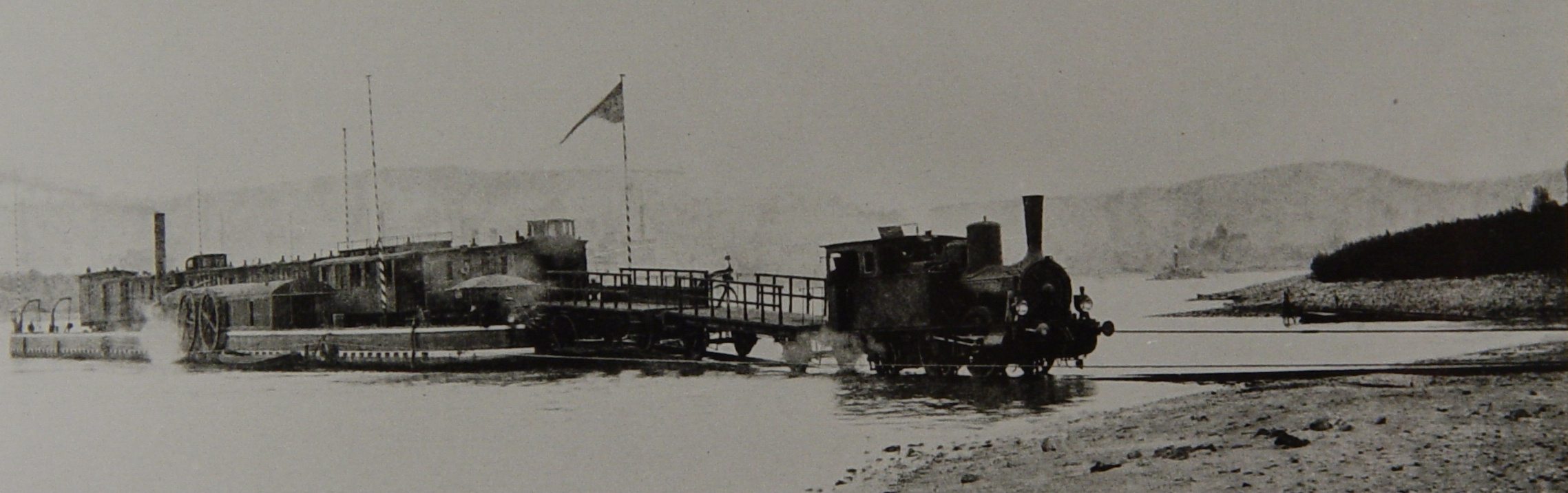
Ponte im Fährhafen Bonn. Lokomotive zieht einen Personenzug mit sechs Wagen vom Trajekt

Das Trajekt entsprach im Wesentlichen den beiden erprobten Trajekten der Rheinischen Bahn in Spyck und Rheinhausen, die 1865 und 1866 in Betrieb gegangen waren. In Bonn überquerten die Fährponten ebenfalls mit eigenem Antrieb zwischen zwei Drahtseilen den Strom, hier jedoch im Winkel von 45° gegen den Strom in Richtung Oberkassel. Die drei vorgesehenen Fahrstraßen wurden 1868, 1870 und die letzte erst 1873 fertiggestellt. Die Rampen vom Uferbahnhof zum Wasser erhielten eine Neigung von 1 : 38. Die drei Fährponten hatten jeweils eine Länge von 70 Metern und waren 9,50 Meter breit. Jede konnte entweder bis zu zehn Güterwagen oder sieben Personenwagen oder eine Lokomotive tragen.

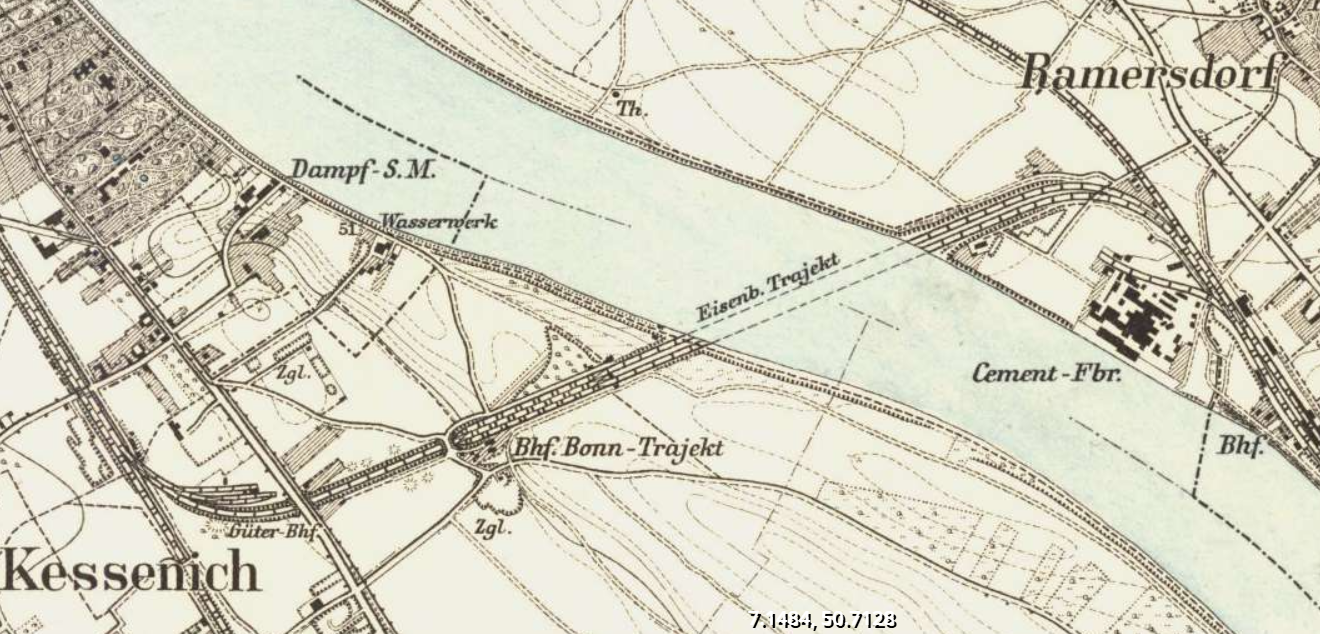
Trajekt auf der Karte von Preußen 1877

Die Trajektbahn bog hinter dem Bahnhof Oberkassel nach links zum Ufer ab. Auf der Bonner Seite entstand nahe dem Ufer der Bahnhof Bonn-Trajekt, sowie, zwischen linker Rheinstrecke und der Coblenzer Straße (heute Friedrich-Ebert-Allee/B 9) auf Höhe der heutigen Bundeskunsthalle ein Güterbahnhof, der die dortige Industrie noch bis nach dem Zweiten Weltkrieg bediente. Die Strecke erreichte an der Blockstelle Kessenich die Hauptstrecke und führte ab 1870 auf einem eigenen Gleis zum Hauptbahnhof Bonn. Dieses Gleis ist heute noch teilweise vorhanden, aber nicht mehr betriebsfähig; es liegt neben der Strecke Bad Godesberg–Bonn im Bereich Straßburger Weg – Kaiserstraße bis kurz vor den Hauptbahnhof. Ein gut erhaltenes Gleisstück befindet sich direkt unter der Reuterbrücke, hier sind noch beide Schienen mit Schwellen zu sehen.

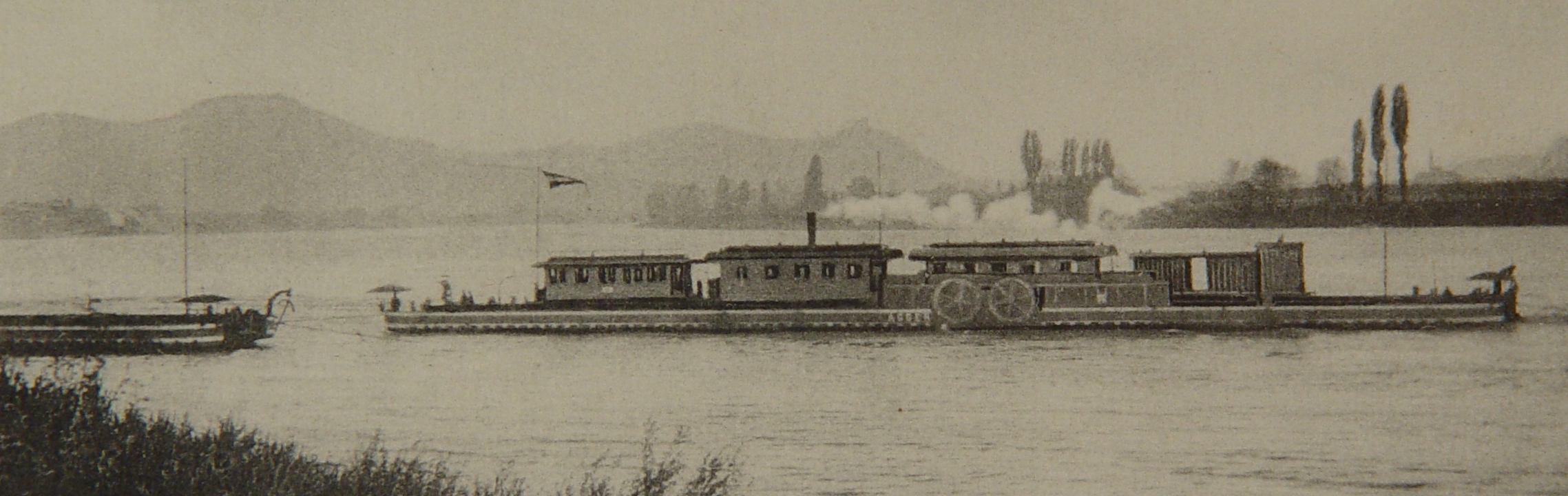
Ponte „Sieg“ nahe Oberkasseler Ufer, im Hintergrund das Siebengebirge

## Trajektverkehr
Im Eröffnungsjahr zeigt der Fahrplan neben Güterzügen täglich sechs Personenzugfahrten von Niederlahnstein nach Bonn. Nach Weiterführung der rechtsrheinischen Strecke nach Troisdorf wurden aber nur noch Pendelzüge zwischen Bonn und Oberkassel gefahren. Für diese sieben täglichen Fahrten in jede Richtung reichten zwei Fährstraßen aus. Das Übersetzen dauerte etwa 20 Minuten (Zug auf die Fähre schieben, abkoppeln, übersetzen, ankoppeln und Zug von der Fähre ziehen.)
Nachfolgend einige Beispiele zur Leistung der Trajektanstalt:
1871:	   	45.280 Wagen	  und 132 Lokomotiven

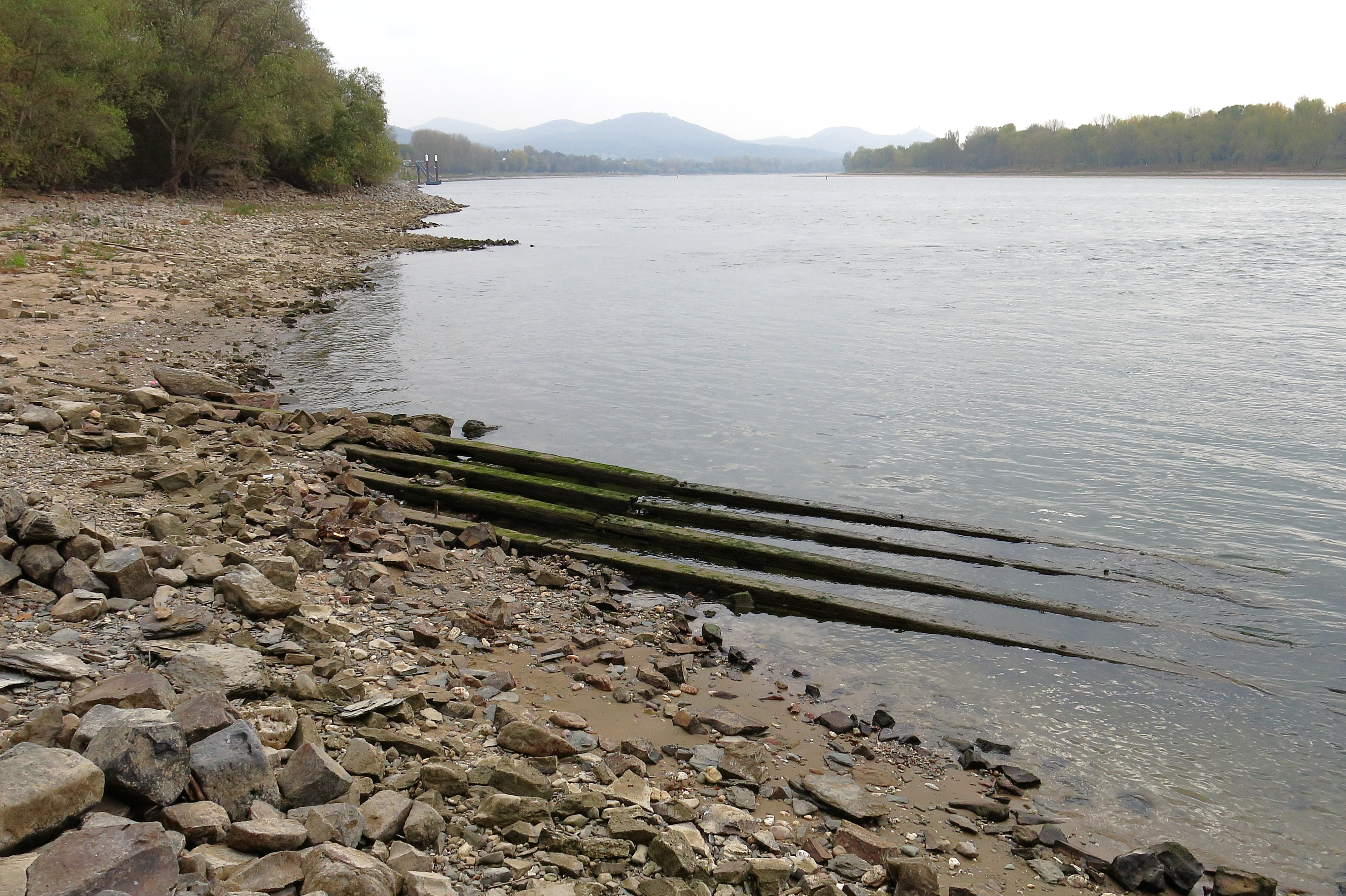

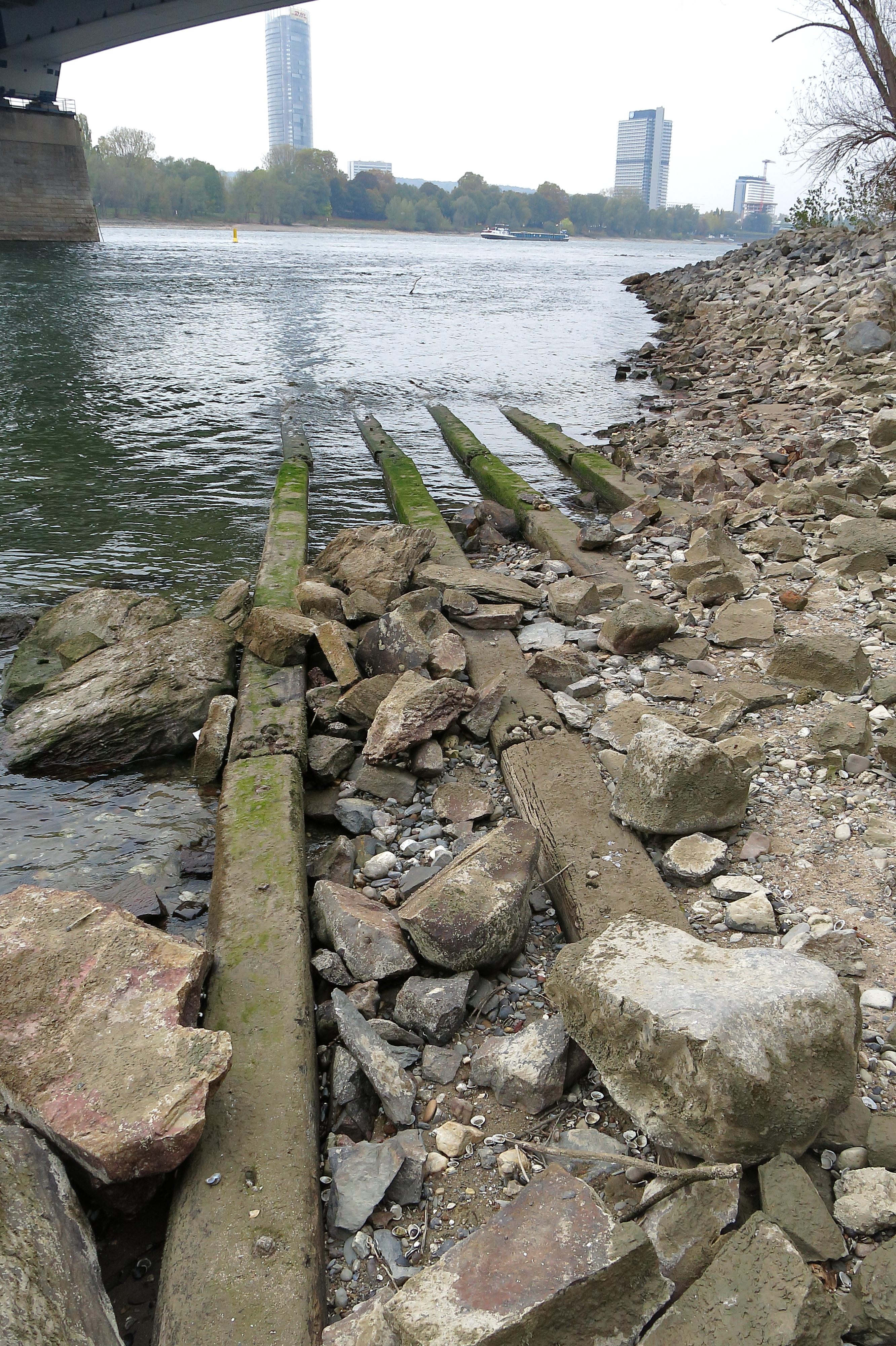
Rechtsrheinische Trasse des ehemaligen Eisenbahntrajektes Bonn bei einem Pegelstand des Rhein von 81 cm.

1873:	   	93.107 Wagen	  und 274 Lokomotiven (Spitzenjahr)
1879:	   	47.841 Wagen	  und  39 Lokomotiven

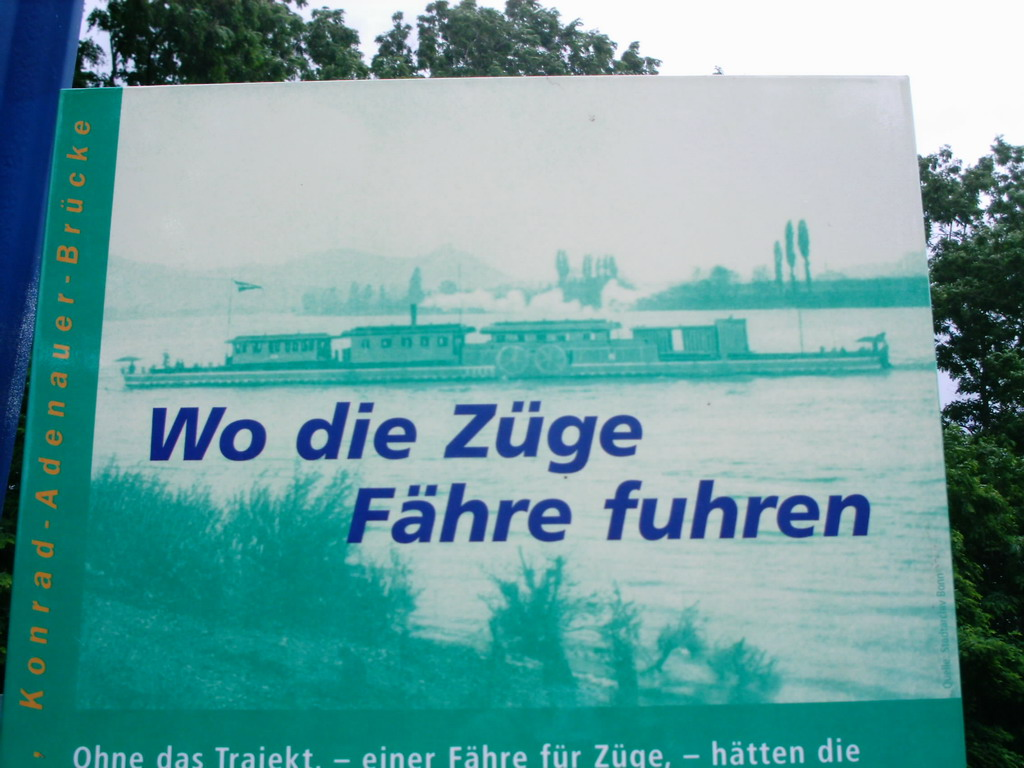
Hinweistafel auf das ehemalige Trajekt Bonn–Oberkassel

## Einstellung des Trajektes
Eingestellt wurde der Trajektverkehr mit Beginn des Ersten Weltkriegs zunächst vorläufig, endgültig dann zum 1. Januar 1919. Die Uferanlagen wurden noch im gleichen Jahr abgebaut und am Bonner Ufer bis zum Güterbahnhof Bonn-Trajekt zurückgebaut. In Oberkassel entstand am Ufer eine Werft, die das ehemalige Trajektgleis als Anschlussgleis nutzte.
In Bonn befand sich die Trajektanstalt ungefähr an der Stelle der heutigen Konrad-Adenauer-Brücke. In den 1970er-Jahren beseitigte man die Anlagen im Zuge der Umgestaltung der Rheinaue für die Bundesgartenschau 1979. Bis zum Post Tower ist der Streckenverlauf heute noch als Franz-Josef-Strauß-Allee/Marie-Kahle-Allee zu erkennen. 2012/13 entstand im Kreuzungsbereich von Franz-Josef-Strauß-Allee/Marie-Kahle-Allee und Friedrich-Ebert-Allee (Bundesstraße 9) ein Kreisverkehr, der sogenannte „Trajektknoten“ (auch „Trajektkreisel“, seit 2016 „Helmut-Schmidt-Platz)“.

## Galerie

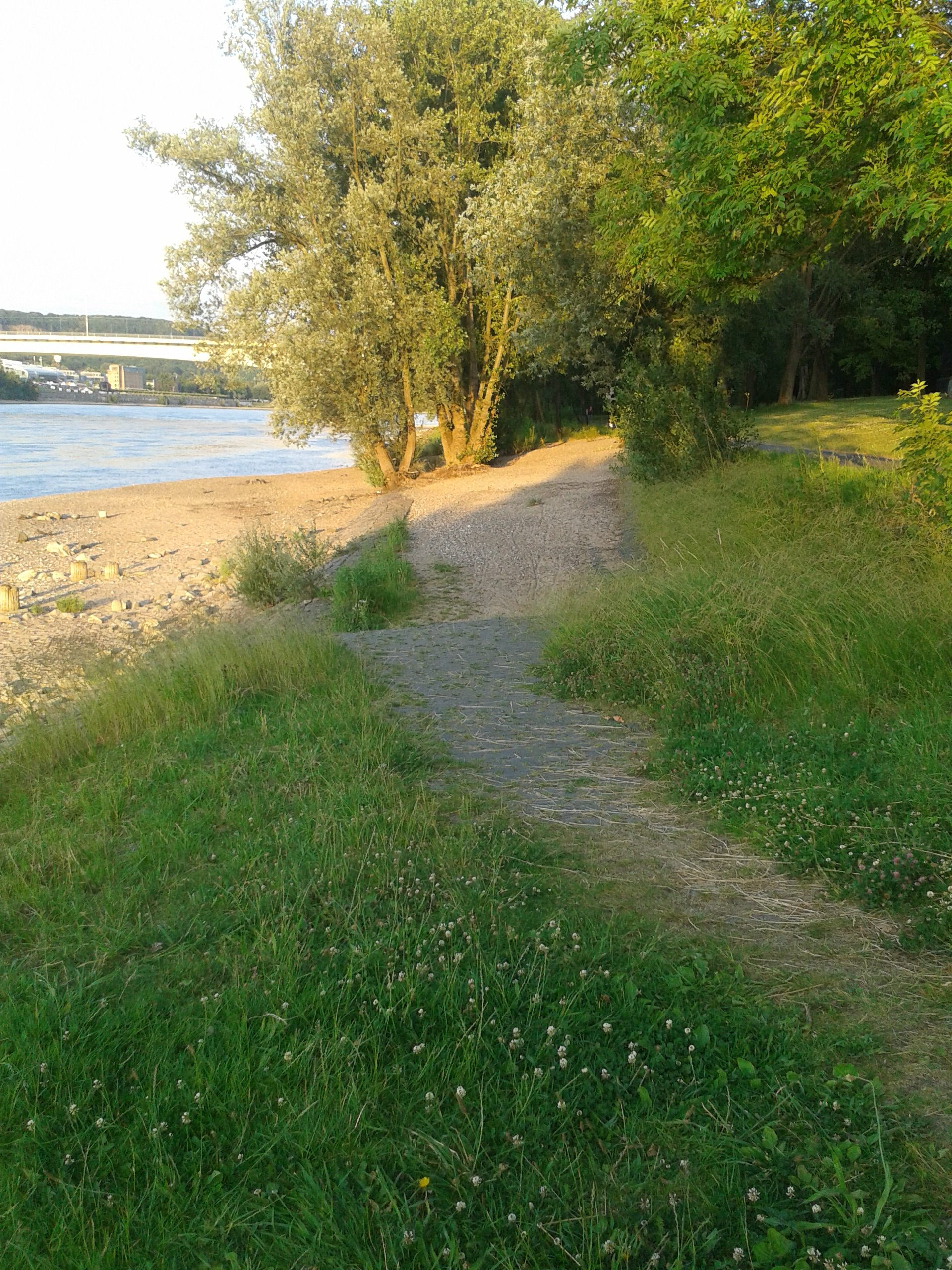
Rampe des ehemaligen Eisenbahntrajektes Bonn, linksrheinisch, bei Niedrigwasser
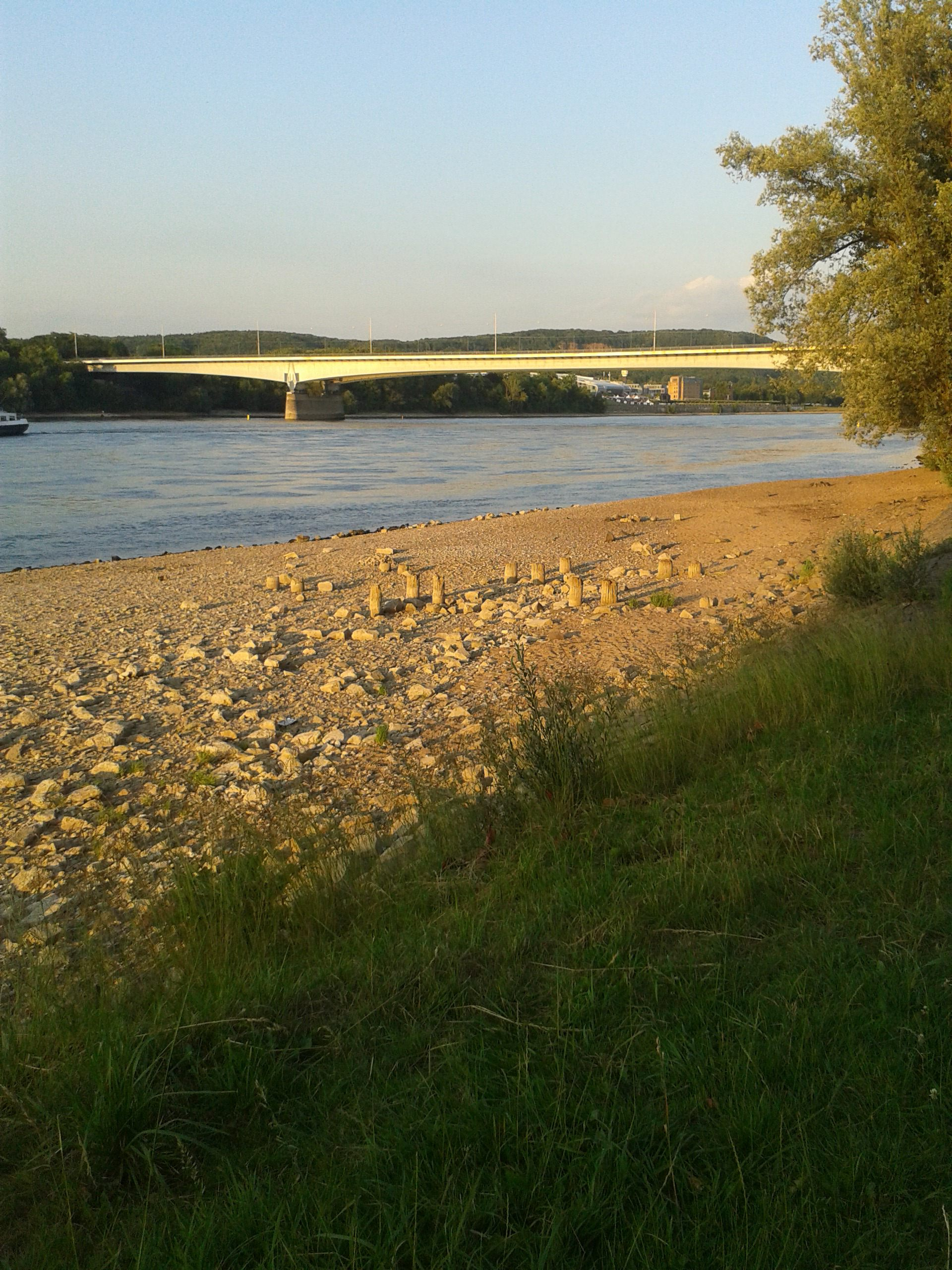
Stützpfeiler des ehemaligen Eisenbahntrajektes Bonn, linksrheinisch, bei Niedrigwasser
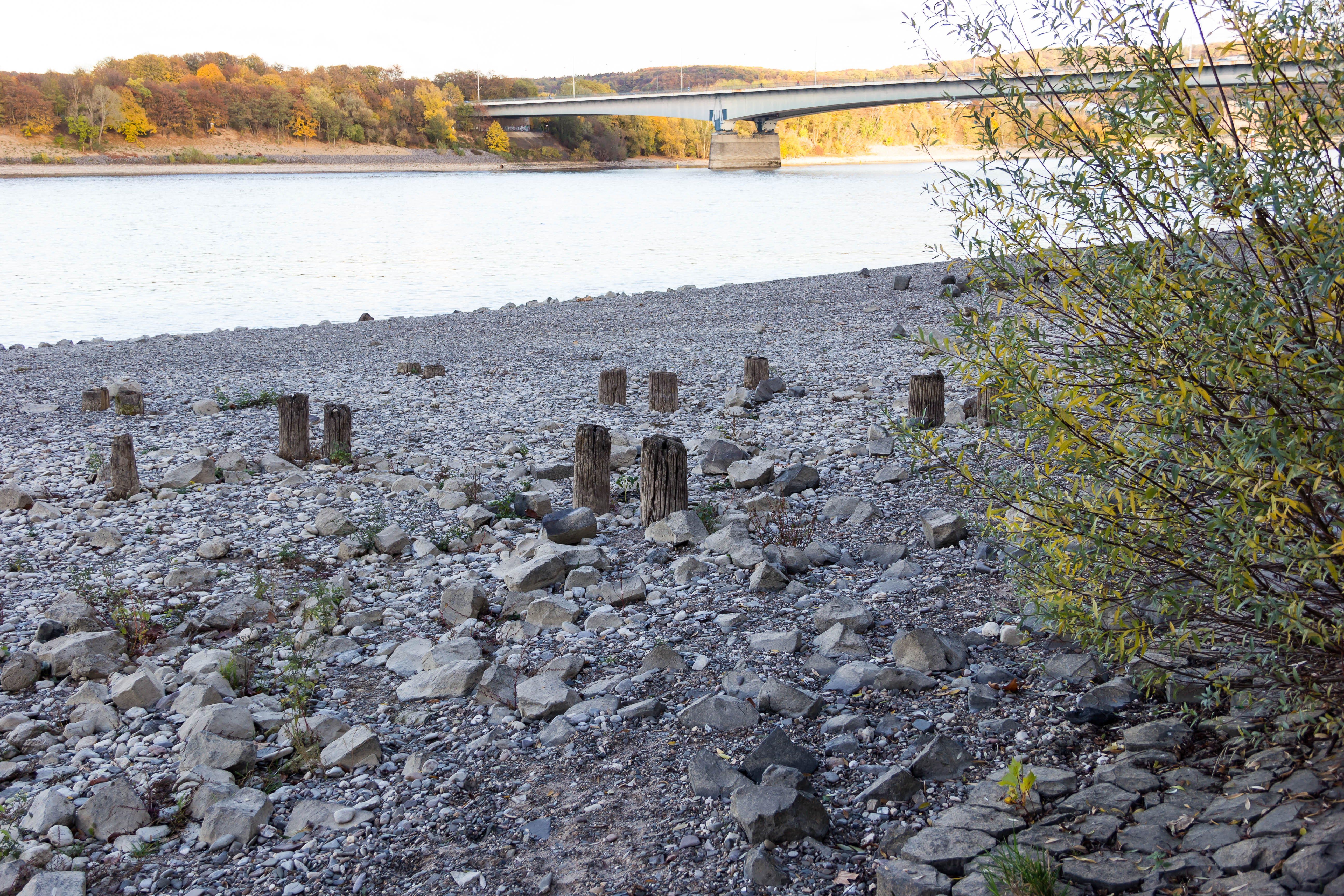
Stützpfeiler des ehemaligen Eisenbahntrajektes Bonn, linksrheinisch, bei Niedrigwasser
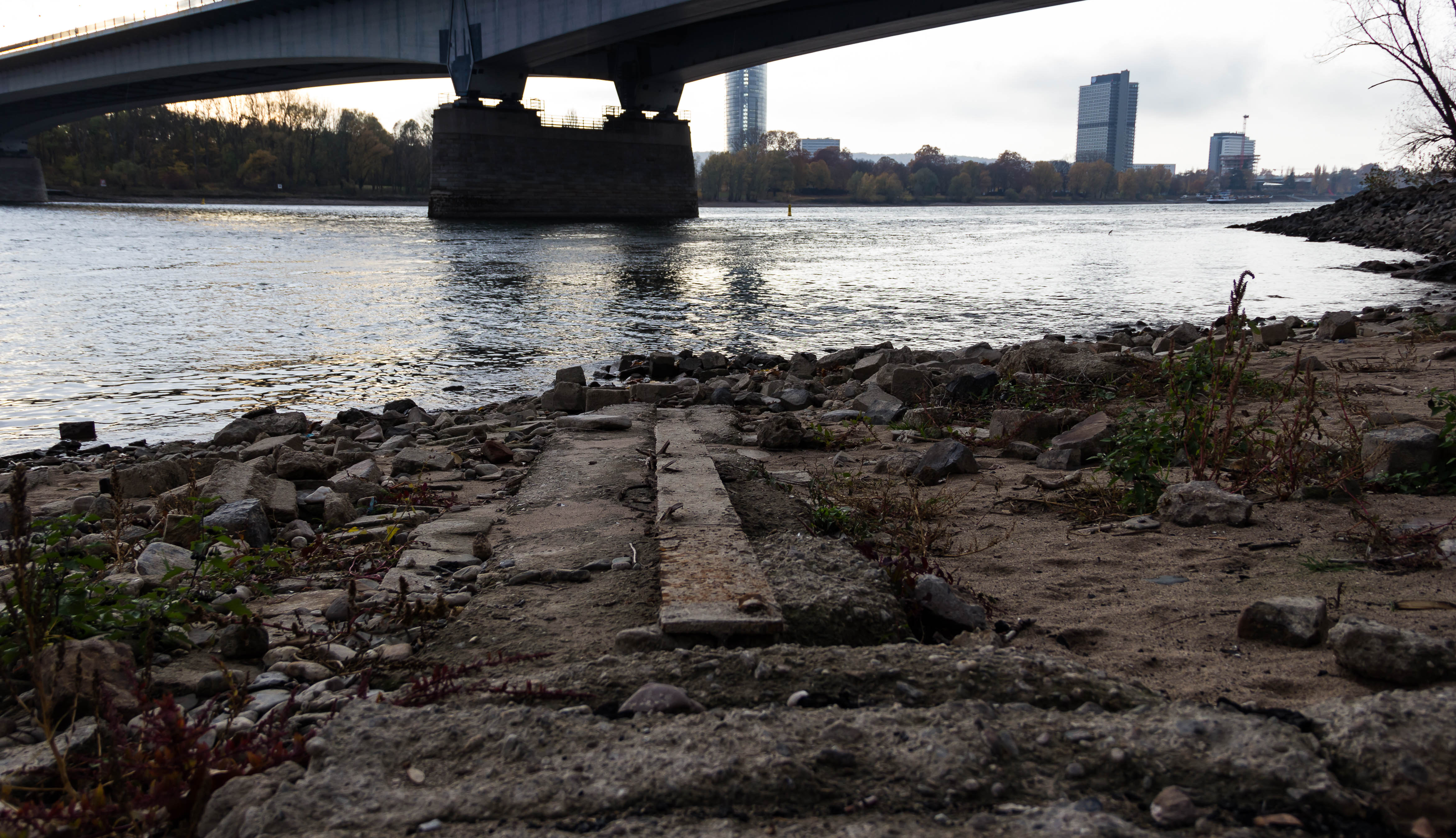
Rampe des ehemaligen Eisenbahntrajektes Bonn, rechtsrheinisch, bei Niedrigwasser
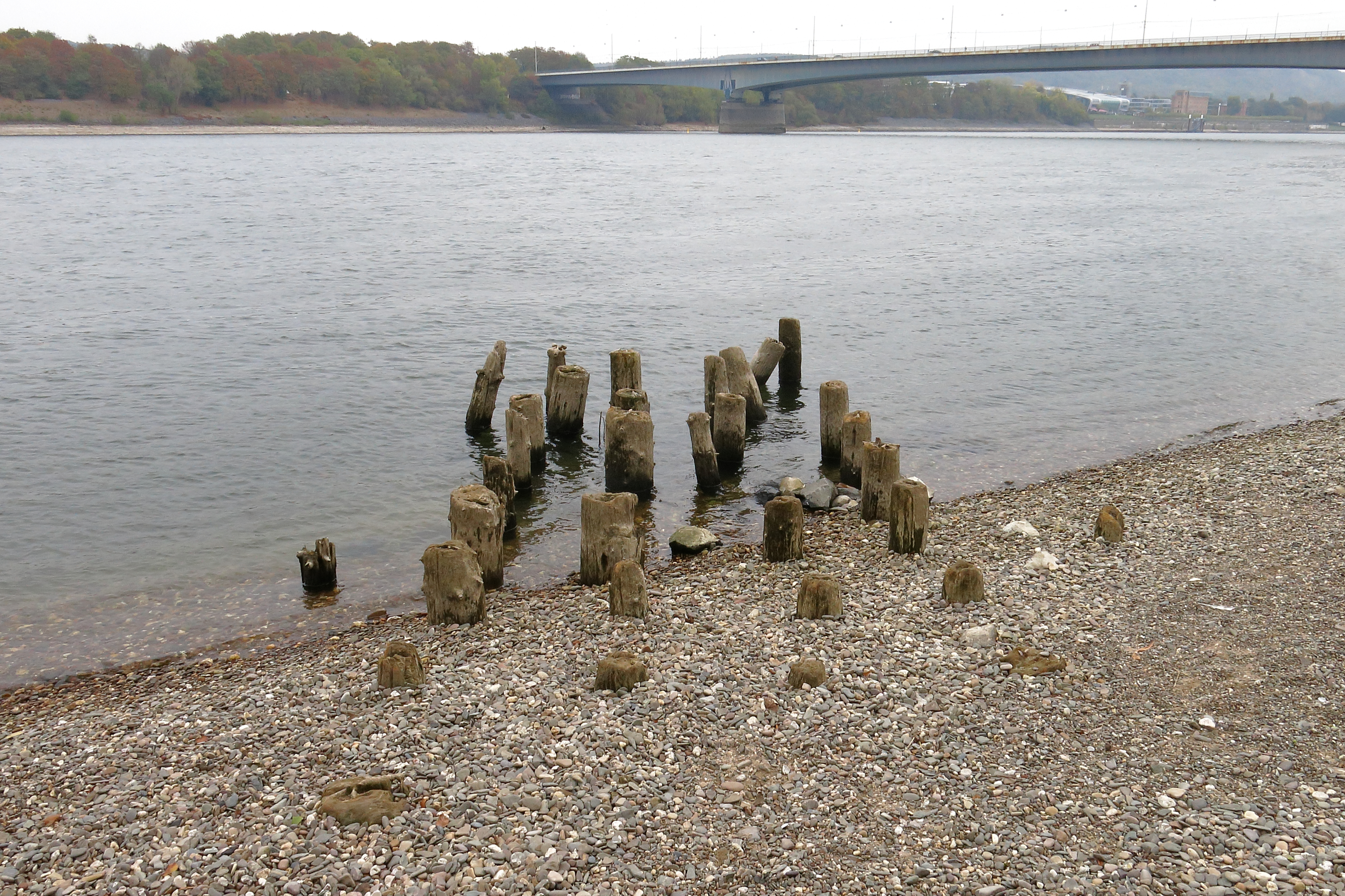
Linksrheinische Stützpfeiler des Trajekts bei Niedrigwasser
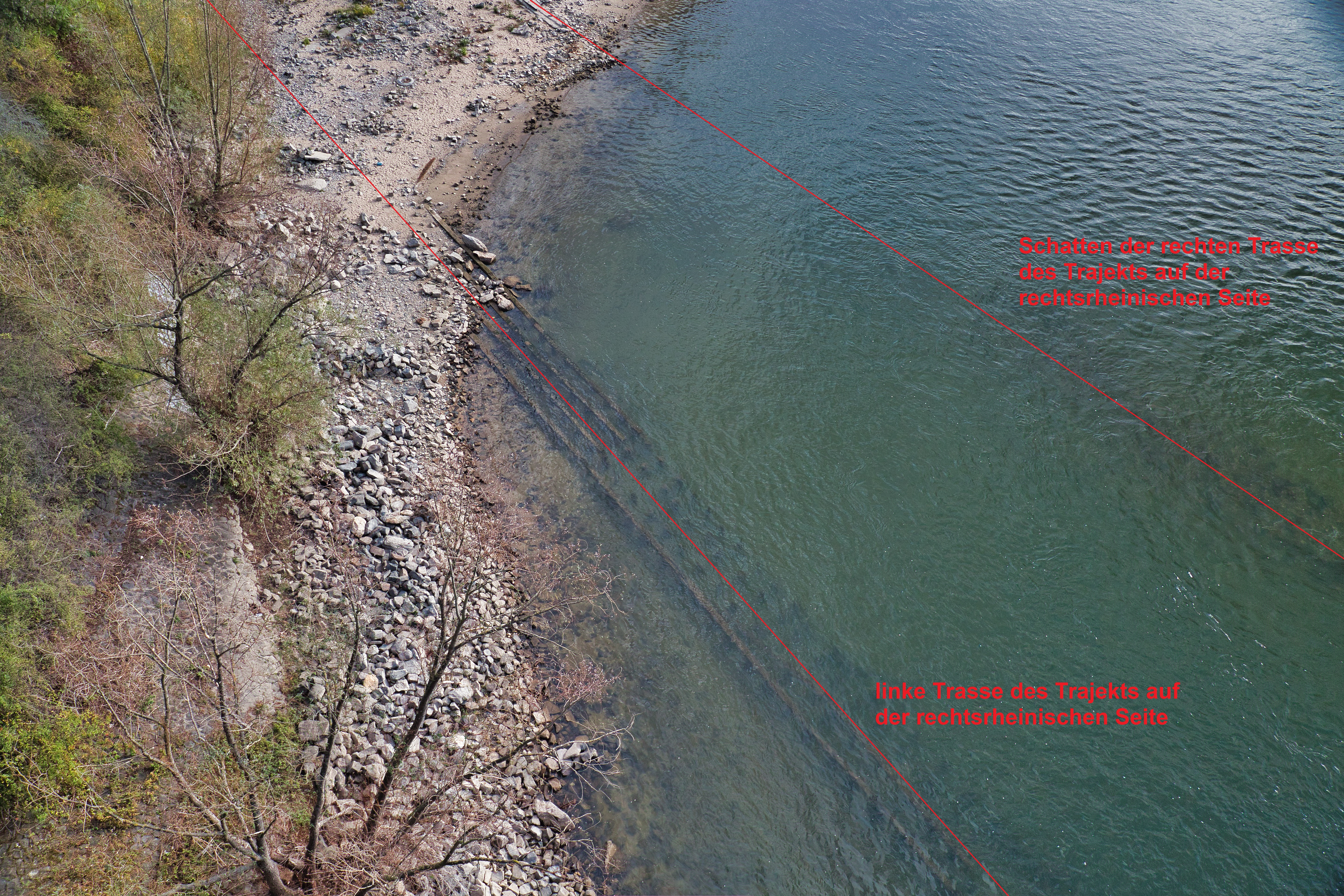
Linke und rechte Trasse auf der rechtsrheinischen Seite